# حمله هوایی ۲۰۱۹ پایگاه العند
حمله هوایی ۲۰۱۹ پایگاه العند، یک حمله هوایی تحت یک عملیات پهپادی شبه نظامیان حوثی علیه یک پایگاه ائتلاف، العند در استان لحج جنوب یمن در ۱۰ ژانویه ۲۰۱۹ بود. در این حمله که فرماندهان و سران نظامی یمن مورد هدف قرار گرفته بودند. به گفتهٔ سرتیپ محمد المنصور کارشناس نظامی یمنی از این پایگاه به عنوان اتاق عملیات استفاده می‌شده‌است.
طی این حمله شماری از فرماندهان نظامی برجسته ارتش دولت مستعفی یمن کشته و زخمی شدند. 

## حمله
شبه نظامیان حوثی صبح روز پنج شنبه ۱۰ ژانویه ۲۰۱۹ پایگاه العند واقع در استان لحج در جنوب یمن را در حالی که نیروهای منصور هادی در رژه نظامی بودند را در مورد حمله پهپادی و توپخانه‌ای قرار دادند که این امر منجر به زخمی و کشته شدن شماری از فرماندهان نظامی برجسته یمن شد که بنا بر گزارش المسیره، عبدالله النخعی، رئیس ستاد مشترک دولت مستعفی یمن، صالح الزندانی، معاون وی، محمد صالح طماح، رئیس دستگاه اطلاعات دولت مستعفی و ثابت جواس، از جمله زخمی شدگان بوده‌اند.
این حمله هوایی توسط موشک قاصف-۲k انجام شد. این موشک در ارتفاع ۲۰ متری منفجر شده و هدف را مورد اصابت قرار می‌دهد.
شبه نظامیان حوثی در ۲۵ مارس ۲۰۱۵ پایگاه هوایی العند در شهر القبیطه در استان لحج را به تصرف خود درآورده بودند.

## واکنش
مقامات ارشد ارتش یمن تلاش می‌کنند که آمار تلفات را به حداقل مقدار گزارش بدهند تا جایی که یکی از ژنرال‌ها در یک مصاحبه ویدیویی گفت ما همه در امان هستیم و شرایط و وضعیت سلامت ما خوب است.
هر دو طرف یکدیگر را متهم به نقض صلح یمن در استکهلم کرده و طی مدت کوتاهی پس از حمله روز پنج شنبه هواپیماهای جنگده در آسمان صنعا که متعلق به حوثی‌ها است، شروع به پرواز کردند.